# Gitta Mallasz
Gitta Mallasz (Lubiana, 21 giugno 1907 – Ampuis, 25 maggio 1992) è stata una designer e artista ungherese, ma attualmente è meglio conosciuta per una serie di straordinari insegnamenti spirituali di cui fu una dei destinatari in Ungheria, nel corso della seconda guerra mondiale. La versione italiana del libro è intitolata Dialoghi con l'angelo.

## Biografia
Margit Eugenia (Gitta) Mallasz nacque nel 1907 a Lubiana da una famiglia austroungarica. Suo padre era ufficiale nell'esercito ungherese, mentre la madre era austriaca. Durante l'adolescenza, all'Accademia di Belle Arti, divenne amica di Hanna Dallos. Gitta era una nuotatrice di talento e nei primi anni trenta divenne campionessa nazionale di stile libero e dorso. Vinse la medaglia di bronzo nella staffetta 4x100 metri ai Campionati europei di nuoto 1931 di Parigi. Fece anche conoscenza di Lili Strausz, insegnante di ginnastica ritmica e massaggiatrice.
Successivamente Gitta Mallasz iniziò a lavorare in campo grafico nell'atelier che Hanna Dallos gestiva con il marito Joseph Kreutzer. Quando l'antisemitismo venne instaurato a Budapest, l'aristocratica Gitta Mallasz assunse la direzione commerciale dell'atelier da Hanna e Joseph, i quali erano ebrei come anche Lili Strausz. Questi quattro giovani erano in cerca di un significato dell'esistenza e di spiritualità. A quel punto scoppiò la seconda guerra mondiale. Il clima si fece opprimente e pericoloso, e Hanna e Joseph affittarono una casetta nei dintorni di Budapest, riducendo la loro attività all'essenziale. Gitta Mallasz e Lili Strausz si unirono a loro.
Un giorno, mentre Gitta condivideva le sue riflessioni con Hanna, Hanna rivelò di non essere più lei a parlare. Il 25 giugno 1943 fu l'inizio dei Dialoghi con l'angelo, diciassette mesi di insegnamenti spirituali ricevuti e ritrasmessi da Hanna, che si conclusero in un vecchio edificio scolastico trasformato in laboratorio per la produzione di uniformi militari. Il fine nascosto era di salvare un centinaio di ebrei. Gitta Mallasz ne accettò la gestione al fine di salvare i suoi amici. Ma nel 1944 la morsa del nazismo si strinse. Joseph Kreutzer venne deportato il 3 giugno del 1944, Hanna e Lili furono condotte a Ravensbrück il 2 dicembre. I tre non fecero più ritorno, e Gitta si ritrovò ad essere la sola rimasta in possesso dei pochi quaderni dalla copertina nera contenenti la trascrizione degli insegnamenti.
In Ungheria, dopo il terrore nazista, giunse l'oppressione sovietica. Gitta divenne costumista, scenografa e addetta stampa della Compagnia Folkloristica di Stato di Rábai Miklós. In quegli anni, nonostante il successo professionale, Gitta affermò di sentirsi come una morta vivente. Nel 1960 scelse la libertà e si stabilì in Francia. Riprese la carriera come grafica. Per salvare la propria famiglia dalla persecuzione, aveva stretto un matrimonio di convenienza con Laci Walder, che col tempo si trasformò in una unione d'amore. Laci Walder era un ebreo comunista, veterano delle Brigate Internazionali. Con il marito, con Helen Boyer e con numerosi amici Gitta si prefisse il compito di tradurre i quaderni in frances, anche se la pubblicazione venne poi ritardata a lungo. Il 22 marzo 1976 lo scrittore Claude Mettra, produttore del canale della radio pubblica francese France Culture, intervistò Gitta Mallasz sulla sua avventura spirituale nel suo programma settimanale. L'effetto fu clamoroso. In breve il testo venne pubblicato da Aubier e divenne immediatamente un best seller.
Gitta Mallasz rifiutò categoricamente di trasformarsi in una guida spirituale nonostante la pressione dell'opinione pubblica. Ma l'invito ad una conferenza dell'Institut Carl Gustav Jung di Zurigo nel giugno 1983 segnò un importante punto di svolta. Da allora in poi Gitta Mallasz dedicò il resto della sua esistenza al commento dei Dialoghi con l'angelo e a difenderli da false interpretazioni sia per mezzo di conferenze che di libri. Nel 1988 si ruppe entrambi i polsi in un grave incidente. Lasciò la sua piccola casa nel Périgord e si trasferì a Tartaras (Ampuis) nella regione vinicola del Côte-Rôtie, vicino ai suoi cari amici Bernard e Patricia Montaud. Dal 1985 in avanti Bernard Montaud è stato l'organizzatore delle sue conferenze. Gitta ha trascorso gli ultimi anni della sua vita pacificamente, scrivendo i suoi ultimi libri e pubblicando gli insegnamenti dell'angelo.
Mallasz è morta il 25 maggio 1992 a Tartaras, nel comune di Ampuis. Le sue ceneri sono state disperse sul fiume Rodano.

## Dialoghi con l'angelo
I dialoghi in ungherese sono stati trascritti su quaderni nel corso di una serie di 88 eventi, dal 25 giugno 1943 al 23 novembre 1944. Essi sono stati poi pubblicati in 21 lingue diverse. La prima edizione, in francese e intitolata Dialogues avec l'ange, è stata pubblicata nel 1976; il libro è stato pubblicato in italiano nel 1989 da Sarva Edizioni (ISBN 978-8885220171), per poi venire rieditato da Edizioni Mediterranee nel 2007 (ISBN 978-8827219157); i Dialoghi con l'angelo sono stati pubblicati in lingua ungherese soltanto nel 1989.

## Riconoscimenti
Gitta Mallasz è stata riconosciuta Giusta tra le Nazioni nel giugno 2011 per aver salvato un centinaio di donne e bambini ebrei a Budapest nel 1944.

## Opere
In italiano:
- Gitta Mallasz, Piccoli dialoghi di ieri e di oggi, Edizioni Mediterranee, 2013

In francese:
- Gitta Mallasz, Les Dialogues tels que je les ai vécus (I Dialoghi come li ho vissuti), Parigi, Aubier, 1984, ISBN 2-7007-0378-2.
- Gitta Mallasz, Les Dialogues, ou l'enfant né sans parents (I Dialoghi, o il bambino nato senza genitori), Parigi, Aubier, 1986, ISBN 2-7007-2630-8.
- Gitta Mallasz, Les Dialogues, ou le saut dans l'inconnu (I Dialoghi, o il salto nell'ignoto), Parigi, Aubier, 1989, ISBN 2-7007-2816-5.